# Eupithecia asema
Eupithecia asema är en fjärilsart som beskrevs av George Francis Hampson 1859. Eupithecia asema ingår i släktet Eupithecia och familjen mätare. Inga underarter finns listade i Catalogue of Life.